# ياسر محمد (لاعب كرة يد)
ياسر محمد لاعب كرة يد مصري حصل على بطولة العالم لكرة اليد للناشئين 2019 تحت 19 سنة، تحت قيادة المدربين حسين زكي ومجدي أبو المجد وحمادة الروبي وهو يلعب في مركز المحور.
كما حصل على برنزية كاس العالم للشباب تحت 21 سنه قبلها باسابيع قليله تحت قيادة المدير الفني طارق محروس